# المضرب (الحديدة)

تعديل مصدري - تعديل

المضرب هي إحدى قرى مديرية بيت الفقيه، التابعة لمحافظة الحديدة اليمنية، بلغ تعداد سكانها 2249 نسمة حسب الإحصاء الذي أجري عام 2004.